# Pitrův most
Pitrův most je silniční most ve městě Rajhrad v okrese Brno-venkov. Nachází se na východním okraji města v ulici Na Aleji, na silnici k benediktinskému klášteru a do obce Rajhradice. Překračuje nynější boční rameno Svratky, které však v minulosti, do zregulování řeky, tvořilo její hlavní rok. Je chráněn jako kulturní památka České republiky.
Dřevěný most, na němž se vybíralo mýto, se na tomto místě, na spojnici Rajhradu a benediktinského kláštera, nacházel zřejmě již od poloviny 11. století. Krytý dřevěný most se dvěma zděnými pilíři zde byl vybudován v roce 1694. Současný kamenný most zde vznikl v roce 1760 za probošta Josefa Pitera, navrhl jej vídeňský inženýr Josef Anneis. Původně měl sedm oblouků a byl ozdoben pěti sochami světců a kamenným křížem, které však byly později přemístěny do areálu rajhradského konventu, kde jsou rozmístěny podél cesty na prvním nádvoří. Upravován byl v 19. století (vsazená deska s vročením 1828) a v roce 1937. V současné podobě má pouze tři oblouky se dvěma pilíři a dvěma krajními polopilíři.
Paralelně s mostem, po jeho jižní straně, vede přes rameno Svratky také současná ocelová lávka pro pěší.